# D. Dornblüth & Sohn
D. Dornblüth & Sohn es un fabricante de relojes de pulsera de lujo hechos a mano, con sede en Kalbe (Alemania). La empresa generalmente utiliza equipos antiguos para la producción de sus relojes, y su producción anual es de 120 a 180 piezas.

## Historia
D. Dornblüth & Sohn fue fundada en 1999 por Dieter Dornblüth y su hijo Dirk. En 2002, la empresa lanzó su primer modelo de producción, basado en un diseño que Dieter Dornblüth había creado 40 años antes, pero que casi había olvidado hasta que Dirk le regaló un reloj de diseño propio en su 60 cumpleaños. La empresa disfrutó de un crecimiento moderado durante los años siguientes, trasladándose a un nuevo espacio de trabajo en 2003 que posteriormente requirió una mayor expansión en 2005 para mantenerse al día con la demanda. Tras restaurar en 2008 el cronómetro del velero de tres palos Gorch Fock I, Dornblüth lanzó un reloj de edición limitada para conmemorar el 75 aniversario del barco.
En 2012 se lanzó el modelo "Quintus", basado en su quinto calibre, también su primer movimiento de diseño propio.